# Fraktionierte CO2-Laserbehandlung der Haut
Die fraktionierte CO2-Laserbehandlung ist eine Weiterentwicklung der Bestrahlungsmethode der Haut mit der Strahlung von Kohlendioxidlasern (CO2-Laser). Eingesetzt wird sie sowohl in der ästhetischen Medizin als auch in der operativen Dermatologie.

## Geschichte
Die invasive Laserbehandlung von Falten, Aknenarben und anderen großflächigen Hautveränderungen im Bereich des Gesichtes (sog. Laser-Resurfacing) wird seit 1995 mit dem Er:Yag-Laser (Wellenlänge 2.940 nm) und besonders dem CO2-Laser (Wellenlänge 10.640 nm) durchgeführt.
Durch die flächenhafte Anwendung des nicht-fraktionierten Laserlichtes über die gesamte behandelte Hautfläche wird die Epidermis weitgehend abgetragen (invasive Laserbehandlung), andererseits, insbesondere beim CO2-Laser, soll durch thermische Effekte in tieferen Hautschichten das kollagene Fasergerüst langfristig stabilisiert werden.
Die fachgerechte Behandlung mit diesen Lasern führt im Allgemeinen zu guten Ergebnissen. Allerdings ist der effektive Einsatz nicht-fraktionierter Geräte dadurch eingeschränkt, dass die schmerzhafte Behandlung nur unter Vollnarkose durchzuführen ist und die Abheilungsphase der Haut mehrere Wochen bis Monate betragen kann, in denen der Patient mit einer Schwellung und Rötung des Gesichts rechnen muss. Zudem waren Narbenbildungen und bleibende Pigmentverschiebungen möglich. Aus diesen Gründen haben sich Behandlungen mit dem nicht-fraktionierten CO2-Laser bis heute nicht für die breite Anwendung am Patienten durchsetzen können und es wurde deswegen die Technologie der fraktionierten Laser entwickelt, welche deutlich weniger Nebenwirkungen und Ausfallzeit verursachen.

## Wirkungsweise des Laserlichts
Die Wellenlänge des CO2-Lasers weist eine hohe Absorptionsrate für Wasser auf. Eine solch hohe Absorption der CO2-Strahlung in den stark wasserhaltigen Hautzellen führt zu deren explosionsartiger Verdampfung (Vaporisation) und damit zur Abtragung der behandelten Hautschichten. Die Hauterneuerung erfolgt über eine Reepithelialisierung durch Keratinozyten, welche von den Hautanhangsgebilden (Haarfollikeln) ausgehen.
Andererseits führt der CO2-Laser durch seine ausgeprägte thermische Wirkung auch zu Entzündungsprozessen in der tieferen Hautschicht (Dermis) und damit zu einer Stimulation von Fibroblasten, was die Neubildung von Kollagen und Elastin anregt. Die Hitzeentwicklung führt auch zu einer Schrumpfung (Shrinking) der durch die Hautalterung gedehnten Kollagenfaserbündel. Diese Effekte machen den CO2-Laser besonders geeignet, wenn es darum geht, faltige Haut wieder zu glätten oder Narben zum Schrumpfen zu bringen.
Allerdings können die Nebenwirkungen dieser nicht weiter modifizierten klassischen CO2-Laserbehandlung wie bereits erwähnt erheblich sein und dazu führen, dass der Patient nach der Behandlung zum Teil mehrere Wochen lang seinen sozialen Verpflichtungen nur eingeschränkt nachgehen kann.
Eine deutliche Weiterentwicklung dieses klassischen Verfahrens stellt daher die Behandlung mit dem fraktionierten CO2-Laser dar.
Das Wirkungsprinzip besteht darin, dass die Applikation des Laserlichtes nicht wie bisher flächig erfolgt, sondern auf viele kleine Gewebsareale verteilt (fraktioniert) wird. Die Laserstrahlen dringen säulenförmig in die Tiefe ein, wodurch zahlreiche nadelstichartige Mikrowunden entstehen, welche alle von gesunder, durch das Laserlicht nicht beschädigter Haut umgeben sind. Je nach Geräteeinstellung und Hersteller können so pro Schuss z. B. 100 feine Laserstrahlen auf einem Areal (Spot) von 1 Quadratzentimeter in die Haut eindringen. Ebenfalls einstellungsabhängig werden damit 20 bis 40 % der Hautfläche behandelt. Der Rest der Haut bleibt intakt. Aus diesem Grund kann im Vergleich zu den bislang üblichen Behandlungsarten die Haut sehr viel schneller abheilen.
Die Suche nach schonenderen Verfahren führte zur Entwicklung von nichtinvasiven Lasern (Erbium-Glas-, 1550 nm und Nd:Yag-Laser, 1320 nm) und Blitzlampen, welche zwar thermische Energie in die Haut applizieren, die Epidermis jedoch intakt lassen. Da sich in der Regel jedoch trotz histologisch nachweisbarer Strukturverbesserungen in der tiefen Hautschicht (Dermis) deutlich sichtbare Hautbildverbesserungen nicht einstellten, haben auch diese Geräte keine weitere Verbreitung gefunden.

## Anwendungsmöglichkeiten
- Folgen der Hautalterung, wie feine und tiefe Falten
- Cutis laxa
- Aktinische Keratose
- Narben
  - OP-Narben
  - atrophische und hypertrophe Narben
  - Verbrennungsnarben
  - Akne
- ausgesuchte pigmentmale Alterswarzen
- Melasma
- erweiterte Hautporen
- Warzen

## Voraussetzungen, Durchführung und Dauer der Behandlung
Die Behandlung mit einem fraktionierten CO2-Laser sollte nur bei geeigneten Hauttypen 1 bis 2 und nur eingeschränkt bei Hauttyp 3 erfolgen. Direkte Sonnenbestrahlung vor und bis zu mindestens 6 Wochen nach Behandlung sollte vermieden werden.
Die Behandlung erfolgt nach Applikation einer lokal betäubenden Creme. Die eigentliche Laserbehandlung nimmt je nach Größe des zu behandelnden Areals und der Erfahrung des Arztes wenige Minuten bis zu einer Stunde in Anspruch. Pro Laserschuss kann z. B. eine Hautfläche von 1 cm² mit 100 MTZ (Microscopic Treatment Zones) behandelt werden. Während und nach der Behandlung ist ein leichtes Brennen zu spüren. Die behandelte Haut ist danach leicht ödematös geschwollen und etwas gerötet. Dieser Zustand kann einige Tage anhalten. Die kosmetische Abdeckung mit leichtem Make-up ist danach möglich.
Weil sich ein endgültiges Behandlungsergebnis bei Verwendung des fraktionierten CO2-Lasers über mehrere Monate entwickelt, ist eine Folgebehandlung im Regelfall erst nach 6 Monaten sinnvoll.

## Mögliche Komplikationen
- Braunverfärbung der Haut bei Sonnenexposition oder entsprechendem Hauttyp
- Pigmentverlust bei zu flächiger Hautabtragung
- länger anhaltende Rötung und Schwellung der Haut
- Krusten- und Narbenbildung